# Дин (религия)

Арабское написание слова «дин»

Дин (перс. دين‎ [дӣн] — букв. «вера», «религия») — многозначный исламский (раннее - персидский - «даэна») термин, которым обозначают «суд», «воздаяние», «веру», «смирение», «богобоязненность», «единобожие», «почитание» и другие понятия. На русский язык чаще всего переводится в значении религии, которая может быть истинной (дин аль-хакк) и ложной (дин аль-батиль). Согласно исламской догматике, истинной религией является только ислам, а все остальные верования являются ложными.
В Коране этот термин употребляется свыше 100 раз в разных значениях. В суре Аль-Бакара выражение йаум ад-дин означает «день Суда», в суре Аз-Зумар — «религию», «веру» отдельного человека и религию как систему ритуальной практики . Термин дин прилагается как к исламу, так и к язычеству, иудаизму или христианству.
Основное кораническое значение термина дин связано прежде всего с важнейшей для Корана идеей обязательности подчинения Аллаху и его беспредельной власти. В средневековой мусульманской теологии кораническое понятие дин имело множество толкований. Эти толкования отражали уже иной уровень религиозного сознания, новые проблемы, вставшие перед обществом и воспринимался обычно как совокупность трех составляющих. В зависимости от позиции школы или направления, набор и понимание этих составляющих менялись. Наиболее широкое распространение получило определение дина, как совокупность веры (иман), исполнения религиозных предписаний (ислам) и совершенствования в искренности веры (ихсан).

## Различия между течениями
Из всех трёх аспектов дина ханафиты подчёркивали значение веры (иман), ашариты — важность соблюдения религиозных предписаний (ислам), ханбалиты — значение «подлинной традиции» — Корана и сунны. Некоторые ханбалиты отмечали, что дин есть таклид («традиция», «предание»), другие подчеркивали значение «намерения» (ният) человека. Последние были близки с суфийскими авторитетами, выделявшими психологические аспекты веры. Суфии усматривали в дине три последовательные стадии:
1. шариат (иман) — точное следование заветам Корана и сунны;
2. тарикат (ислам) — духовное самосовершенствование и самонаблюдение;
3. хакикат (ихлас) — достижение истинного знания о Боге или даже соединение с ним[8].

Али аль-Джурджани (1339—1413) сопоставил понятие дин, милла и мазхаб. Он считал, что дин — это закон, которому следует подчиняться, милла — закон, который объединяет людей, а мазхаб — закон, которому стремятся следовать люди.
В более широком смысле дин (духовное) противопоставлялась понятию дунья (материальное). Диалектика этих понятий, область действия каждого из них, степень их связи и противопоставления всегда составляли важный элемент религиозной и социальной полемики. Так, египетский богослов М. Р. Рида (1865—1935) относил социальную сферу к дину. «Братья-мусульмане» включали в понятие ислама и дин и даула («государство», «сфера политики»). Сторонники секуляризации считают понятия дин и ислам идентичными. В некоторых арабских именах (например, Салах ад-Дин, Фахр ад-Дин), а также в исламской литературе слово ад-Дин часто употребляется как синоним термина ислам.